# Zdenko Švigelj
Zdenek Švigelj, slovenski smučarski tekač, * 23. oktober 1902, Ljubljana, † 15. avgust 1990, Etobicoke, Ontario, Kanada.
Švigelj je za Jugoslavijo nastopil na Zimskih olimpijskih igrah 1924 v Chamonixu, kjer je v teku na 18 km osvojil 32. mesto, v teku na 50 km pa ni dokončal teka.